# David DeLuise
David DeLuise, ameriški filmski in televizijski igralec ter režiser, * 11. november 1971, Burbank, Kalifornija, Združene države Amerike. Je najmlajši sin igralcev Doma DeLuisea in Carol Arthur ter mlajši brat režiserja, igralca in scenarista Petra DeLuisea ter igralca Michaela DeLuisea.
Trenutno je najbolje poznan po svoji vlogi Jerryja Russa v Disney Channelovi televizijski seriji Čarovniki s trga Waverly ob Seleni Gomez, Davidu Henrieju, Jakeu T. Austinu, Marii Canals Barreri in Jennifer Stone.

## Zgodnje in zasebno življenje
David DeLuise se je kot David Dominick DeLuise se je rodil 11. novembra 1971 v Burbanku, Kalifornija, Združene države Amerike kot sin igralca Doma DeLuisea in igralke Carol Arthur. Je njun najmlajši otrok in ima še dva brata: scenarista, režiserja in igralca Petra DeLuisea ter igralca Michaela DeLuisea. Njegova botra je bila igralka Anne Bancroft.
Septembra leta 1994 se je poročil z Brigitte DeLuise. Imata dve hčeri, Riley (igralka) in Dylan. Ločila sta se v maju leta 2003.

## Kariera
David DeLuise je s svojo igralsko kariero začel leta 1990 v reklami za Chili's. Že leto pozneje, leta 1991, se je pojavil v epizodi »Communication Breakdown« televizijske serije Home Improvement, kjer je igral Dennisa, Harryjevega sina. S kariero je nadaljeval in v devetdesetih se je pojavil še v serijah Saved by the Bell: The College Years, Seaquest, Blossom, Lois & Clark: The New Adventures of Superman, Ellen, Prijatelji, Tretji kamen od sonca in Jesse.
Kot Pete Shanahan se je pojavil v televizijski seriji Zvezdna vrata SG-1, leta 2003 je dobil svojo prvo glavno vlogo v filmu BachelorMan. Opažen je bil tudi v reklami za Purino, za njihovo pasjo hrano.
Glas je posodil Coopu v televizijski seriji Megas XLR, kot Sergeant Brutto pa se je pojavil v Roughnecks: Starship Troopers Chronicles. Poleg Maggie Wheeler je zaigral v pilotu NBCjeve televizijske serije The Sperm Donor. Kasneje se je pojavila tudi v televizijskih serijah in filmih Na kraju zločina, Sami doma, Umetnost maščevanja, Mojster za zmenke, Monk, Midve z mamo, Na kraju zločina:Miami, Kosti in Brez sledu.
Leta 2007 je bil kot Jerry Russo sprejet v igralsko zasedbo televizijske serije Čarovniki s trga Waverly, ki jo snema še danes. Po seriji so leta 2009 posneli tudi televizijski film istega imena. Za tem je igral še v Mostly Ghostly: Who Let the Ghosts Out?, A Christmas Proposal in RoboDoc.

## Filmografija
- Chili's - TV reklama
- Home Improvement (1991) 1 epizoda
- Saved by the Bell: The College Years (1993) 1 epizoda
- Lois & Clark: The New Adventures of Superman (1993) 1 epizoda - »Toaster«
- Blossom (1994) 1 epizoda
- Seaquest (1994) 1 epizoda
- Ellen (1995) 1 epizoda
- Prijatelji (1995)
- Tretji kamen od sonca (1997)
- Jesse (1998–1999)
- Na kraju zločina (2001) 1 epizoda
- Sami doma (2001)
- Mojster za zmenke (2002)
- Umetnost maščevanja (2003)
- Midve z mamo 1 episode (2004)
- Megas XLR (2004–2005) animirana serija —Glas  Harolda »Coopa« Cooplowskija
- Zvezdna vrata SG-1 (2005)
- Monk (2006) 1 epizoda, sezona 5
- Na kraju zločina:Miami (2006) 1 epizoda, sezona 4 - »The Score«
- Kosti (2007) 1 epizoda, sezona 3 - »The Santa in the Slush«
- Brez sledu (2007) 1 epizoda
- Čarovniki s trga Waverly (2007–2011) - Jerry Russo
- Mostly Ghostly: Who Let the Ghosts Out? (2008)
- A Christmas Proposal (2008) - Andy
- Čarovniki s trga Waverly: Film (2009) - Jerry Russo
- RoboDoc (2009) - Dr. Bonacasa

## Nagrade in nominacije
| Leto | Nagrada             | Kategorija                | Delo        | Rezultat |
| ---- | ------------------- | ------------------------- | ----------- | -------- |
| 2003 | D.I.F.F. Jury Award | Najboljši filmski igralec | BachelorMan | Dobil    |